# 福富村 (福岡県)
福富村（ふくとみむら）は、福岡県浮羽郡にあった村。現在のうきは市の一部。

## 地理
耳納山地の北麓から巨瀬川の中流域に位置していた。

## 歴史

### 沿革
- 1889年（明治22年）4月1日 - 町村制の施行により、生葉郡屋部村、福益村、富永村が合併して村制施行し、福富村が発足[1][2]。
- 1896年（明治29年）4月1日 - 郡の統合により浮羽郡に所属[1][3]。
- 1908年（明治41年）- 福富信用購買組合設立[1]
- 1909年（明治42年）- 耕地整理実施[1]
- 1915年（大正4年）- 南筑牧場開設[1]
- 1955年（昭和30年）1月1日 - 浮羽郡吉井町、千年村、江南村、船越村と合併し吉井町が存続して廃止された[1][2]。

### 地名の由来
当地に存在した古の福富ノ荘にちなむ。